# Бехарано, Марвин
Ма́рвин Орла́ндо Бехара́но Химе́нес (исп. Marvin Orlando Bejarano Jiménez; род. 6 марта 1988[…], Тариха) — боливийский футболист, защитник клуба «Рояль Пари» и сборной Боливии.

## Клубная карьера
Бехарано начал карьеру в клубе «Унион Сентраль» из своего родного города. Он отыграл в нём один сезон, после чего перешёл в «Университарио». В 2007 году Марвин дебютировал в чемпионате Боливии, а через год стал чемпионом страны. 26 февраля 2009 года в матче против аргентинского «Эстудиантеса» он дебютировал в Кубке Либертадорес. В Университарио Бехарано провёл четыре сезона, сыграв более 100 матчей.
В 2011 году Бехарано перешёл в «Ориенте Петролеро». 28 августа в матче против «Реал Маморе» он дебютировал за новую команду. 26 марта 2012 года в поединке против «Насьональ Потоси» Марвин забил свой первый гол за клуб.
В начале 2016 года Бехарано подписал контракт со «Стронгест». 28 января в матче против «Ауроры» он дебютировал за новую команду. 26 ноября в поединке против «Спорт Бойз Варнес» Марвин забил свой первый гол за «Стронгест». В том же году он вновь выиграл чемпионат.

## Международная карьера
В 2007 годуа Бехарано в составе молодёжной сборной Боливии принял участие в молодёжном чемпионате Южной Америки в Парагвае.
6 сентября 2009 года в отборочном матче чемпионата мира 2010 против сборной Парагвая Марвин дебютировал за сборную Боливии.
В 2015 году Бахарано попал в заявку на участие в Кубке Америки в Чили. На турнире он сыграл в матчах против сборных Мексики, Эквадора и Чили.
В 2016 году в составе сборной Бехарано принял участие в Кубке Америки в США. На турнире он сыграл в матчах против команд Панамы и Чили.
В 2019 году в составе сборной Бахарано в третий раз принял участие в Кубке Америки в Бразилии. На турнире он сыграл в матчах против команд Бразилии, Перу и Венесуэлы.

## Достижения
Командные
«Университарио»
- Чемпионат Боливии — Апертура 2008

«Стронгест»
- Чемпионат Боливии — Апертура 2016